# Bartolomeo Cabella
Bartolomeo Cabella (Milano, 15 febbraio 1847 – Milano, 5 maggio 1907) è stato un ingegnere e dirigente d'azienda italiano.

## Biografia
Fu direttore dal 1879 del Tecnomasio Italiano; in suo onore il 9 dicembre 1898 l'azienda venne rinominata Società Anonima Tecnomasio Italiano Ing. B. Cabella C.. Con lui lavorò anche un giovane Ercole Marelli. Sotto la sua guida l'azienda si specializzò nelle lampade e nel campo dell'energia elettrica. Noto anche per le sue ricerche e innovazioni sui proiettili, a lui è stata intitolata una via a Milano.